# II Konferencja Generalna CELAM
II Konferencja Generalna CELAM – zebranie biskupów CELAM, które odbyło się w Medellin w okresie od 26 sierpnia do 7 września 1968 roku. Kontekstem wydarzenia było nauczanie papieża Pawła VI w encyklice Populorum progressio i Wyjaśnienie biskupów Trzeciego Świata, które nie spełniły oczekiwań wśród księży, ponieważ uważali, że zbawienie świata jest nierozłącznie związane z wyzwoleniem od politycznego i gospodarczego kolonializmu.

## Przebieg
Konferencja odbyła się z udziałem 7 kardynałów i 280 biskupów oraz kapłanów, zakonników, katolików świeckich i protestantów (obserwatorzy). Funkcję doradcy teologicznego pełnił ówczesny profesor Wydziału Teologicznego Uniwersytetu Katolickiego w Limie ks. Gustavo Gutiérrez. Przyjęto dwie grupy dokumentów:
- w dziedzinie sprawiedliwości, pokoju, rodziny i demografii oraz wychowania młodzieży,
- w odniesieniu do problemów wewnątrzkościelnych i pastoralnych.

Po ich opublikowaniu nie brakowało krytycznych głosów, które zaznaczały zbytnią nieoczekiwaną konkretyzację zagadnień. Dokument końcowy zawiera potwierdzenie uprzywilejowanego traktowania ubogich przez Kościół latynoamerykański przyczyniając się do formalnego powstania teologii wyzwolenia.